# نابنط جناحي
نابنط جناحي (الاسم العلمي:Nepenthes alata) هو نوع غير مؤكد من النباتات يتبع جنس النابنط من الفصيلة النابنطية.